# 浮来山

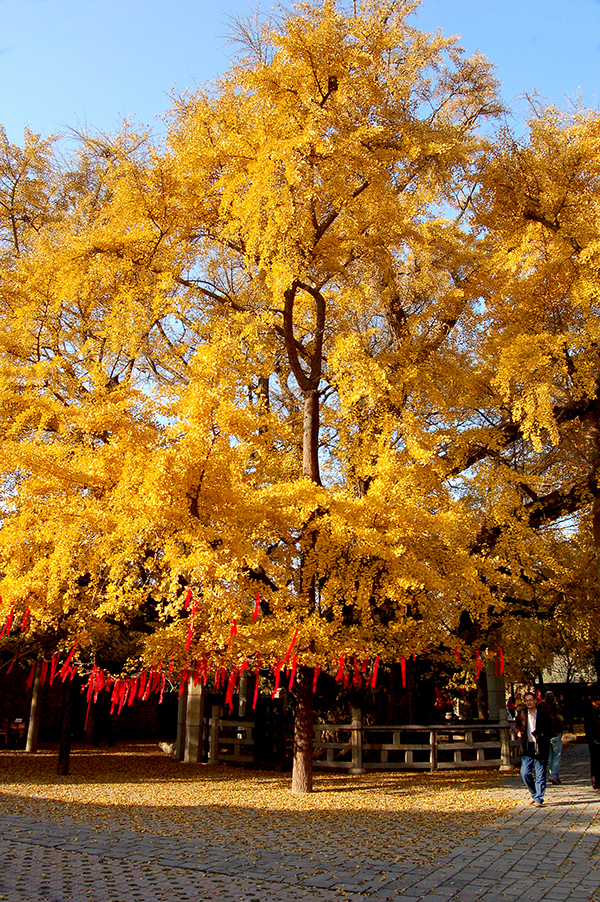
天下银杏第一树

浮来山又名浮丘。位于山东省日照市莒县城西，距县城8公里，莒县、沂南、沂水三县交界处，336省道从此经过，海拔298.9米，处莒西平原尽头。浮来山有三峰，北为“佛来峰”，西为“浮来峰”，南为“飞来峰”，三峰鼎峙而又拱围相连，唯东面略微开敞。

## 介绍
浮来山地处沂河、沭河断裂带中部。大约在四五亿年前，这里还是汪洋大海，后来随着地壳抬升，海水退去，形成陆地，因此得名。景区主要景点有天下银杏第一树、千年古刹定林寺、世界之最檀根王、道教圣地朝阳观、地质遗迹保护区、自然动物园区等。

## 化石
从山上多次发现三叶虫化石和其他海生动物化石来看，早在4.9－4.4亿年前古生代奥陶纪，浮来山确实曾淹没在汪洋大海之中，沉积了深厚的岩层。由此可见，说浮来山由海上漂来，其实是不无根据的。浮来山虽无泰山之雄，华山之险，黄山之奇、庐山之秀，但却以它特有的清雅灵秀之丰姿和得天独厚的名胜古迹，吸引着众多的游人纷至沓来。